# Fatou Camara
Fatoumata „Fatu“ Camara (auch Fatou Camara; * 20. Jahrhundert in Banjul) ist eine Fernsehmoderatorin und Journalistin aus dem westafrikanischen Staat Gambia.

## Leben
Camara ist die Tochter von Modou Lamin Camara und Fatou Njie. Sie besuchte die Albion Primary School und anschließend die Gambia High School. Nach Beendigung der High School arbeitete sie für Radio 1 FM und ab 1996 für den National Youth Service Scheme (NYSS) in Teilzeit, gleichzeitig mit ihrer Tätigkeit bei Citizen FM. Sie verließ Gambia 1996 und studierte in Birmingham Medien und Kommunikation.
Nach ihrer Rückkehr nach Gambia arbeitete sie als Reporterin und Nachrichtensprecherin beim Gambia Radio & Television Service (GRTS) bis 2000 und erneut von 2002 bis 2005. Von 2000 bis 2002 hielt sie sich mit ihrem Mann (später Ex-Mann) in den Vereinigten Staaten auf. Danach arbeitete sie ab 2005 in der US-Botschaft in Banjul als Assistentin, in der sie militärische Trainingsprogramme für Mitglieder des gambischen Militärs in Zusammenarbeit mit dem US-Verteidigungsministerium koordinierte. Camara beendete ihre Arbeit in der US-Botschaft 2008 um ihr eigenes Unternehmen im Bereich Öffentlichkeitsarbeit zu gründen. Gleichzeitig begann sie Gambias erste TV-Talkshow, The Fatu Show, die schnell die am meisten beobachtete Sendung im Land wurde.
2011 und erneut 2013 diente sie Präsident Yahya Jammeh als Pressesprecherin (Director of Press & Communication, Office of the President). 2011 wurde nach drei Monaten aus der Tätigkeit wieder entlassen. 2013 wurde sie in Eigenschaft als Pressesprecherin verhaftet und letztlich für 25 Tage ohne Kontakt zur Außenwelt im September inhaftiert. Während ihrer Haft musste sie den Offizieren der National Intelligence Agency (NIA) ihre Passwörter ihres Facebook- sowie E-Mail-Account offenbaren. Ihr drohte nach den neuen Internetgesetzen eine bis zu 15-jährige Haftstrafe, weil sie das Bild des Präsidenten trübte. Die Vorwürfe sind mit falschen Informationen über Jammeh verbunden, die angeblich in der Freedom Newspaper, eine Webseite über Gambia aus den Vereinigten Staaten, veröffentlicht wurde. Nach Zahlung einer Kaution verlor sie ihren Job, es existierte eine Exekutivanweisung des Präsidenten, dass ihre weitere Auftritte im Fernsehen untersagte. Camara flüchtete über Senegal ins Ausland. Sie lebt seitdem im Exil in Georgia in den Vereinigten Staaten.
In der Diaspora betreibt sie die Nachrichten-Webseite Fatu Network für Gambia und ist über den Sozialen Medien, wie Facebook, Twitter, YouTube, Instagram und Soundcloud stark vernetzt. Ihre Facebook-Seite „The Fatu Network“ wird von mehr 250.000 Benutzern beobachtet (Stand März 2017). Von Anhängern Jammehs wurde sie in den Vereinigten Staaten im August 2014 tätlich angegriffen.
Camara klagte vor dem Community Court of Justice der Westafrikanischen Wirtschaftsgemeinschaft (ECOWAS) gegen den gambischen Staat und bekam im Februar 2018 eine Wiedergutmachung von einer Million Dalasi zugesprochen. Ende Mai 2019 zahlte die gambische Regierung 25.000 US-Dollar an sie aus.
Anfang 2020 äußerte sie sich, dass sie sich nicht in die inhaltliche Gestaltung des Fatu Network einmische, sondern die Public Relations übernehme.
2020 rief sie dazu auf, Adama Barrow bei der Präsidentschaftswahl in Gambia 2021 abzuwählen, da er sein Versprechen, einen Wandel der gambischen Politik herbeizuführen, nicht erfüllt habe. Bei der COVID-19-Pandemie in Gambia trete er zu wenig in die Öffentlichkeit.
Camara ist unverheiratet und hat drei Kinder.